# Les Voyous (film, 1960)
Cet article concerne le film de Carlos Saura. Pour le film du même réalisateur, voir Les Voyous.
Pour plus de détails, voir Fiche technique et Distribution.
Les Voyous (Los golfos) est un film espagnol réalisé par Carlos Saura, présenté en 1960 au Festival de Cannes.

## Synopsis
Une bande de voyous vit de menus larcins, puis un jour ils décident de financer l'ambition d'un des leurs de devenir toréador.

## Fiche technique
- Titre original : Los Golfos
- Titre français : Les Voyous
- Réalisation : Carlos Saura
- Scénario : Carlos Saura, Mario Camus, Daniel Sueiro
- Direction artistique : Enrique Alarcón
- Photographie : Juan Julio Baena
- Montage : Pedro del Rey
- Musique : José Pagán, Antonio Ramírez Ángel
- Production : Pere Portabella
- Société de production : Films 59, Pedro Portabella Film
- Pays d’origine :  Espagne
- Langue originale : espagnol
- Format : noir et blanc — 35 mm — son Mono
- Genre : drame
- Durée : 88 minutes (1 h 28)
- Dates de sortie : 
  - France : mai 1960 (Festival de Cannes)
  - Espagne : 16 juillet 1962

## Distribution
- Manuel Zarzo : Julián
- Luis Marín : Ramón
- Óscar Cruz : Juan
- Juanjo Losada : "El Chato"
- María Mayer : Visi
- Ramón Rubio : Paco
- Rafael Vargas : Manolo

## Bande originale
- Petenera, interprété à la guitare par Perico « El del Lunar »

## Production
- Le film a été longtemps censuré de 16 minutes, après coupure d'une scène d'amour[1].

## Distinctions
Le film a été présenté en sélection officielle en compétition au Festival de Cannes 1960.